# Mehrbenutzersystem
Ein Mehrbenutzersystem oder Multiuser-System ist ein Betriebssystem, das die Möglichkeit bietet, Arbeitsumgebungen für verschiedene Benutzer bereitzustellen und voneinander abzugrenzen, im Gegensatz dazu kann ein Einzelbenutzersystem nur von einer Person gleichzeitig benutzt werden.

## Geschichte
Die Idee, mehrere Benutzer mit einem Computer arbeiten zu lassen, stammt bereits aus den frühen Zeiten der Großrechner, wo sich viele EDV-Bedarfsträger wenige Ressourcen teilen mussten. Die Rechner waren früher vor allem in Universitäten und wenigen Großbetrieben in Gebrauch. Zu ihrer Bedienung dienten Terminals, die nur aus einer Tastatur und einem Bildschirm bestanden und mit dem Hauptrechner verbunden waren.
Zur Amortisation der hohen Anschaffungskosten wurden ungenutzte Rechenzeiten an andere Interessenten vermietet, zum Beispiel an Unternehmen zur Durchführung ihres Rechnungswesens oder zur Produktentwicklung. So konnte es passieren, dass die Datenverarbeitung eines Konkurrenten auf demselben Rechner lief. Daher wurde es erforderlich, die Datenbestände verschiedener Nutzer gegeneinander abzuschirmen.
Die Bereitstellung der Datenträger und das Starten dieser „Jobs“ wurde von Bedienungspersonal vorgenommen, damit die Administratoren ihren eigentlichen Aufgaben nachgehen konnten. Um Fehlbedienungen auszuschließen, erhielt dieses Personal nur eingeschränkte Zugriffsrechte.
Zur Entwicklung der ersten Mehrbenutzersysteme, siehe Time-Sharing (Informatik).
Als die ersten Mikrocomputer verfügbar waren, waren Halbleiterspeicher sehr teuer, entsprechend knapp waren diese daher ausgerüstet. Um Speicherplatz zu sparen, wurden die für Mikrocomputer verfügbaren Betriebssysteme auf das notwendigste reduziert. Das seinerzeit weit verbreitete DOS ist daher kein Mehrbenutzersystem, ebenso die auf MS-DOS aufbauenden Windows-3.x- und -9x-Systeme von Microsoft.

## Rechtemanagement
Die Mehrbenutzerfähigkeit eines Betriebssystems wird durch ein Bündel von Einzelmaßnahmen erreicht. Darunter fallen beispielsweise die Verwaltung privater Arbeitsverzeichnisse und persönlicher Voreinstellungen für die einzelnen Benutzer. Auf Mehrbenutzer-Systemen erwarten Benutzer auch ein Konzept für das Management von Zugriffsrechten auf gespeicherte Daten und andere Systemressourcen.

## Multisession
Der Begriff Multiuser stellt nicht unbedingt auf gleichzeitiges Arbeiten ab. Es gab auch Computer, an denen verschiedene Benutzer in eigenen Arbeitsumgebungen nacheinander, jedoch nicht gleichzeitig arbeiten konnten. Sofern Multitasking vorgesehen war, konnte ein Benutzer immerhin mehrere Aufgaben gleichzeitig ausführen lassen. Wenn gleichzeitig verschiedenen Benutzern eigene Arbeitsumgebungen zur Verfügung stehen, spricht man von Multisession oder Mehrplatzrechner.
Systeme, die nicht nur multiuserfähig, sondern auch multitaskingfähig sind, benötigen in der Regel ein Speicherschutzkonzept. Auf aktuellen Computersystemen wird dabei meist mit virtuellen Adressräumen im Hauptspeicher gearbeitet, die mit Hardwareunterstützung durch eine MMU (als separater Baustein auf der Hauptplatine oder direkt im Prozessor integriert) prozess- beziehungsweise benutzerspezifisch konfiguriert werden.

## Mehrbenutzersysteme in Netzwerken
Einige Mehrbenutzersysteme ermöglichen zusätzlich die Anmeldung über Rechnernetze, z. B. das Internet. So können sich viele verschiedene Nutzer in aller Welt über das Internet mit dem Rechner verbinden, einloggen und gleichzeitig an derselben Maschine arbeiten. Diese Lösung entstand vor allem aus Kostengründen, denn früher waren Einzelrechner sehr teuer. Heute ist dieses Vorgehen eher selten zu finden. Die Konsole (Eingabeaufforderung, Unix-Shell) von Linux- oder Unix-Systemen wird allerdings noch heute als „Terminal“ bezeichnet.

### Sicherheitsaspekte
Das Rechtesystem eines Mehrbenutzersystems schützt dessen Benutzer vornehmlich vor Ausspähversuchen anderer Benutzer und Datenverlust durch unbeabsichtigtes Löschen von Dateien. Der wohl größte Vorteil ist aber die dadurch gesicherte Wahrung der Systemintegrität bei Benutzung ohne Administrationsrechte. Ein Schadprogramm kann sich nur soweit verbreiten, wie die Schreibrechte des Benutzers reichen. Eine systemweite Verbreitung, kompromittieren des Kernels oder grundlegender Systemdienste und dadurch automatische Aktivierung bei Systemstart sind somit nur durch Ausnutzen spezieller Angriffsvektoren wie z. B. Setuid oder Sicherheitslücken in Anwendungen möglich.

### Benutzerwechsel
- siehe runas, sudo, su

## Beispiele
- Unix und Unix-artige Systeme, wie
  - BSD-Unix
  - Linux
  - Darwin/macOS/iOS
- (klassisches) Mac OS seit System 7 ab 1992
- Windows 9x (nur eingeschränkt, z. B. fehlen Zugriffsrechte)
- Windows NT (je nach Edition, Version und Lizenz nur beschränkt nutzbar)

## Mehrbenutzersysteme außerhalb von Betriebssystemen
Mehrbenutzersysteme können im erweiterten Sinn nicht nur Betriebssysteme sein, sondern alle Anwendungssysteme, die für mehr als einen Benutzer arbeiten können. Dazu müssen auch sie (neben dem Betriebssystem) die Aktivitäten mehrerer Benutzer voneinander getrennt verarbeiten können und dazu bestimmte technische Voraussetzungen (u. a. Schutz gegen gleichzeitiges Ändern derselben Daten) bieten.
Gegenteil: Einbenutzersystem.
Beispiele: 
- Anwendungen für Grafiken oder Textbearbeitung sind i. d. R. Einbenutzersysteme; an der Ergebnisdatei kann (gleichzeitig) immer nur ein Ersteller arbeiten.
- Ein Ticketbestellsystem ist ein Mehrbenutzersystem, wenn gleichzeitig Aufträge von mehreren Benutzern bearbeitet werden können.
- Hilfsmittel für das Projektmanagement können Einbenutzersysteme sein (z. B. um einen Terminplan zu erstellen). Wenn mehrere Benutzer gleichzeitig z. B. ihre Arbeitsergebnisse zurückmelden können, sind es Mehrbenutzersysteme.